# Leonyid Boriszovics Kraszin
Leonyid Boriszovics Kraszin (Kurgan, 1870. július 15. – London, 1926. november 24.) orosz mérnök, bolsevik politikus és diplomata.
A gimnáziumot szülőhelyén, az egyetemet Szentpéterváron végezte. A Műszaki Főiskolára járt 1887-től. 1891-ben forradalmi tevékenységéért kizárták és kitoloncolták Moszkvából. A szociáldemokrata mozgalomhoz is ekkoriban csatlakozott. 1895-ben 3 évi szibériai száműzetésre ítélték, melyet Irkutszkban töltött le. Ezután a Harkovi Műszaki Főiskolán szerzett mérnöki diplomát. Bakuban telepedett le, és titkos nyomdákat alapított. Részt vett az Oroszországi Szociáldemokrata Munkáspárt bolsevik frakciójának III., IV. és az V. kongresszusán, az előbbi kettőn a Központi Bizottságnak tagjaként is. Valószínűleg ő ölte meg Szavva Morozov gyárost, aki minden pénzét a bolsevikokra hagyta. 1908-ban elhagyta Oroszországot, és visszavonult a politikától. Az 1917-es októberi orosz forradalom után újból a párt tagja lett: előbb diplomáciai állományban (részt vett a breszt-litovszki békét aláíró delegációban). 1918-ban a Legfelsőbb Népgazdasági Tanács elnökségi tagja, 1919-ben közlekedésügyi népbiztos lett. 1922-ben külkereskedelmi népbiztos lett, 1924-ben a Szovjetunió párizsi, 1925-ben londoni ügyvivője. A XIII. és a XIV. kongresszuson ismét a Központi Bizottság (KB) tagja lett. Szívbénulásban halt meg, Londonban. Moszkvában, a Kremlben temették el.